# Операція «Мангуст»

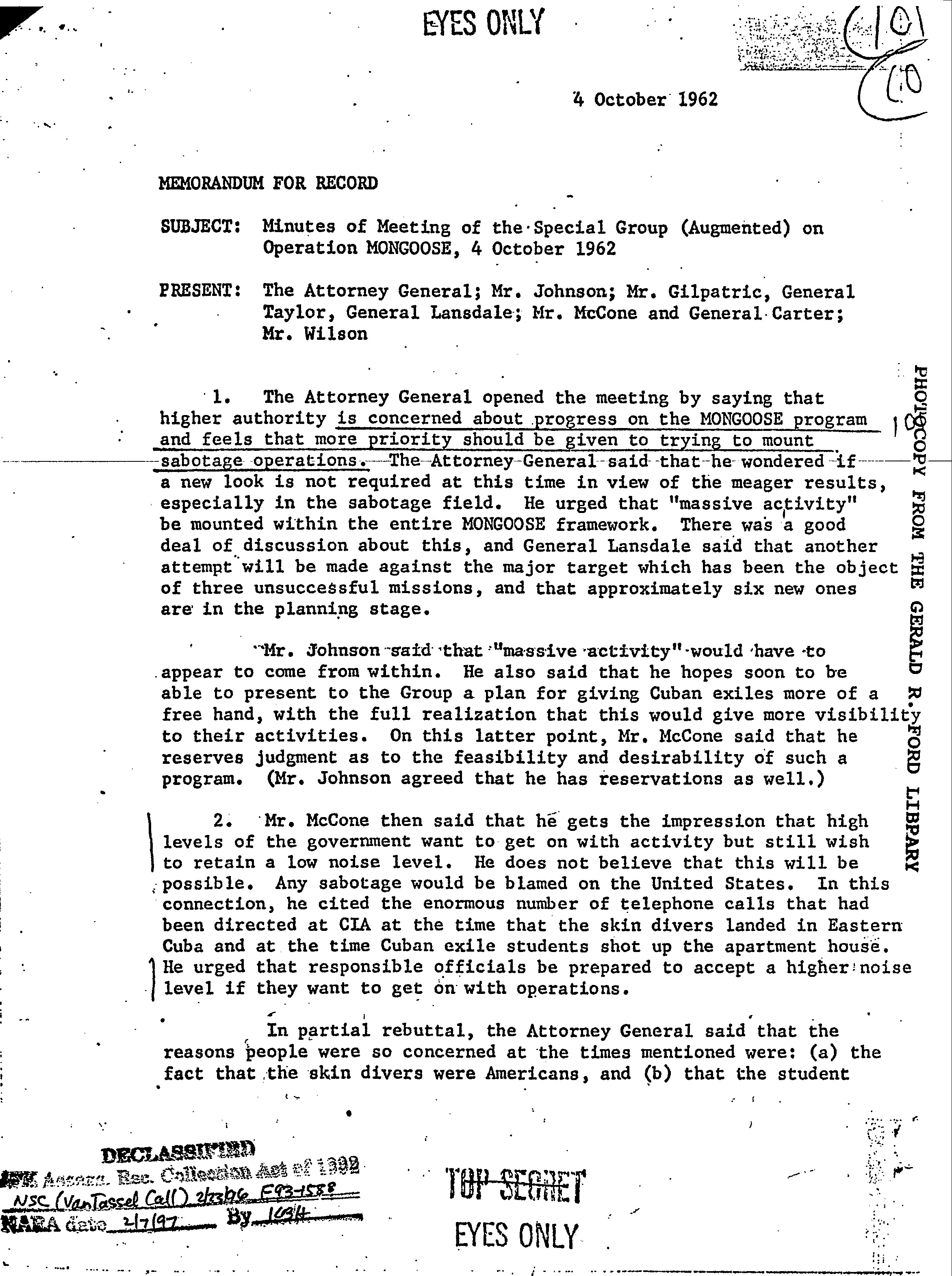
Перша сторінка меморандуму із засідання щодо операції «Мангуст», яке відбулося 4 жовтня 1962. Цей документ був розсекречений в 1997 році.

Кубинський проєкт, також відомий як Операція «Мангуст» (англ. Cuban Project або англ. Operation «Mongoose») - операція, яку на початку 1960-их років розробляло Центральне розвідувальне управління США з метою повалення комуністичного уряду Куби. Початок розробці цієї операції в березні 1960 року дав Президент Дуайт Ейзенхауер. 30 листопада 1961 року наступний Президент Джон Кеннеді дав дозвіл на проведення операції. Керівником операції був призначений генерал Військово-повітряних сил США Едвард Лансдейл. У квітні 1961 року відбулась невдала спроба вторгнення на Кубу. Після цього основним змістом операції стала розвідувальна та інша прихована діяльність.

## Причини планування операції
Після завершення Кубинської революції та приходу до влади комуніста Фіделя Кастро однією з першочергових цілей уряду США стало повалення комуністичної влади на Кубі. Куба становила величезну небезпеку для національної безпеки США, бо вона стала союзником СРСР і лідером комуністичних рухів на усьому американському континенті, і при цьому знаходилась лише за 200 кілометрів від території США. Як пізніше виявилось, ці побоювання не були безпідставними — в 1962 році відбулась Карибська криза. Через великий страх американського суспільства перед комунізмом, президенти Ейзенхауер та Кеннеді провадили жорстку та рішучу політику протидії та стримування комунізму.

## Планування та виконання

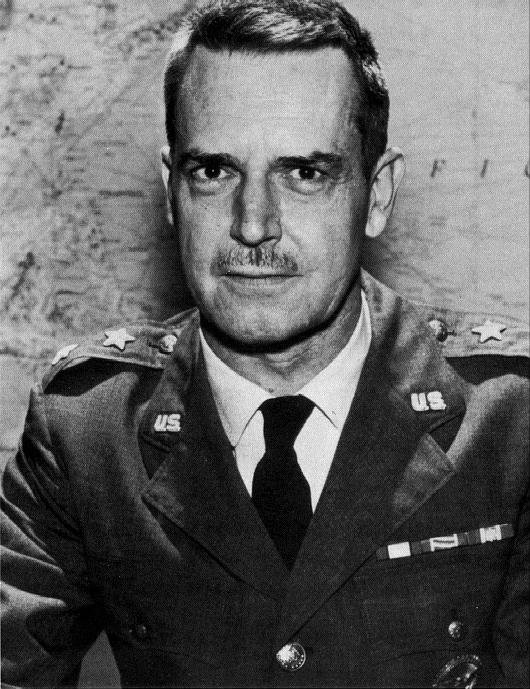
Генерал Військово-повітряних сил США Едвард Лансдейл.

Ідея проведення операції проти кубинського комуністичного уряду зародилася в Об'єднаному комітеті начальників штабів Міністерства оборони США. Вони запросили в Міністра оборони США необхідні повноваження для розробки і проведення операції, але фактичний контроль над плануванням операції отримав Генеральний прокурор США Роберт Кеннеді.
Керувати операцією призначили генерала Едварда Лансдейла з Міністерства оборони та Вільяма Харві з ЦРУ. Лансдейла вибрали для виконання цієї роботи через його досвід у протидії партизанам на Філіппінах під час Хукбалахапського повстання, а також у підтримці влади Нго Дінь З'єма у В'єтнамі. Крім Міністерства оборони та ЦРУ до операції також були залучені інші органи влади, серед яки найбільш активними були Державний департамент та Міністерство юстиції. Співробітник ЦРУ Семюель Хальперн, пізніше згадував: «ЦРУ та Армія США, Міністерство торгівлі, імміграції та фінансів та ще Бог знає хто — всі брали участь в операції „Мангуст“. Це була загальноурядова операція, яку скоординовував Боббі Кеннеді, а Ед Ленсдейл був „надмозком“».
План поділявся на 33 задачі (по аналогії з тим, що існує 33 види мангустів). Лише деякі з них були виконані. Плани розрізнялися своїми намірами та ефективністю: від проведення пропаганди до саботажу роботи кубинського уряду та економіки. План також включав використання Сил спеціальних операцій армії США для знищення цукрових плантацій та вугільнодобувних шахт.
На брифінгу ЦРУ був складений секретний меморандум, який описував початкову стадію проведення операції — створення приводу для вторгнення. Цю частину операції назвали операцією «Нортвудс». Нині розсекречений документ показує як Центральне розвідувальне управління та Об'єднаний комітет начальників штабів планували створити привід для вторгнення, який би був прийнятним для американського суспільства. В документі сказано: «Такий план має створити логічну послідовність інцидентів разом із іншими на перший погляд непов'язаними між собою подіями які мають створити Кубі імідж небезпечної та неадекватної країни та схилити інші країни до думки що протидія Кубі є необхідною. Кінцевим результатом виконання цього плану є створення такого враження, що Америка потерпає від дій неадекватного кубинського уряду і що Куба становить небезпеку для всієї західної півкулі». Цей план включав напади або фальшиві заяви про напади на кубинських іммігрантів та американські військові об'єкти, створення видимості терористичної діяльності на території США, яку нібито здійснює Куба. Але Президент Кеннеді не погодився на виконання цієї частини плану.
Планувалося що кульмінація виконання плану припаде на жовтень 1962 року, що буде супроводжуватись повстанням кубинців проти комуністичного уряду, однак план не показував очікуваної від нього ефективності. До того ж кубинський уряд швидко дізнався про операцію і запросив допомогу від СРСР, що призвело до Карибської кризи. Через цю кризу та відсутність очікуваних результатів програма була закрита в кінці 1962 року.

## Замахи на Фіделя Кастро
Однією з частин плану було вбивство Фіделя Кастро. Існувало багато варіантів замахів на Фіделя Кастро, найзнаменитішим з яких є план підсунути йому сигару, яка б мала вибухнути. Більшість інших планів базувалися на двох основних улюблених заняттях Кастро — курінні сигар та дайвінгу. Серед цих планів були: отруєння його сигар, підкладання вибухових пристроїв замаскованих під черепашок на місце, де Кастро мав займатися дайвінгом, зараження його акваланга небезпечними бактеріями або хімічними речовинами, а також отруєння його їжі, підсипання талієвих солей йому в черевики тощо. Комітет Сенату США на чолі з сенатором Френком Чарчем, який перевіряв діяльність ЦРУ на відповідність закону, в 1975 році заявив що ЦРУ здійснило як мінімум вісім невдалих замахів на Фіделя Кастро. Фабіан Ескаланте, який в той час був особистим охоронцем Фіделя Кастро, стверджує що на Кастро було здійснено 638 спроб замаху.